# Anders Grönberg
Anders Grönberg var en svensk klavikordbyggare i Stockholm verksam 1775–1780. Grönberg hör till den nordtysk-svenska blandtraditionen.

## Biografi
1778 var Grönberg gesäll i instrumentmakaren Christina Kinströms verkstad som förestod av Matthias Lundbom. 1780 var han glauseng, stämmare, hos Ryska ministeriet. 1784 var han gesäll hos instrumentmakaren Pehr Lundborg.

### Klavikord
Det klavikord som har bevarats är av sämre kvalité än Kinström och Lundbom.
| År                   | Bild | Omfång | Klaverstämpel | Kortal | Oktavbredd | Vågbalk | Bakre tangentstyrning | Ådring | Övrigt |
| -------------------- | ---- | ------ | ------------- | ------ | ---------- | ------- | --------------------- | ------ | --- |
| Slutet av 1770-talet |      | C-d3   | grön färg     | 2      | 160        | 2       | Fena av horn          | 155/50 | Den är 151 cm lång och 43,2 cm bred. Instrumentet har grönfärgade klaverstämplar. Ägs av Erik Bäcklund, Snappertuna.   |
| Okänt                |      | C-e3   | grön färg     | 2      | 163        | 1       | Stift                 | 140/55 | Den är 155,4 cm lång och 46,9 cm bred. Instrumentet har grönfärgade klaverstämplar. Ägs av Nordiska museet, Stockholm. |